# 한국연구재단

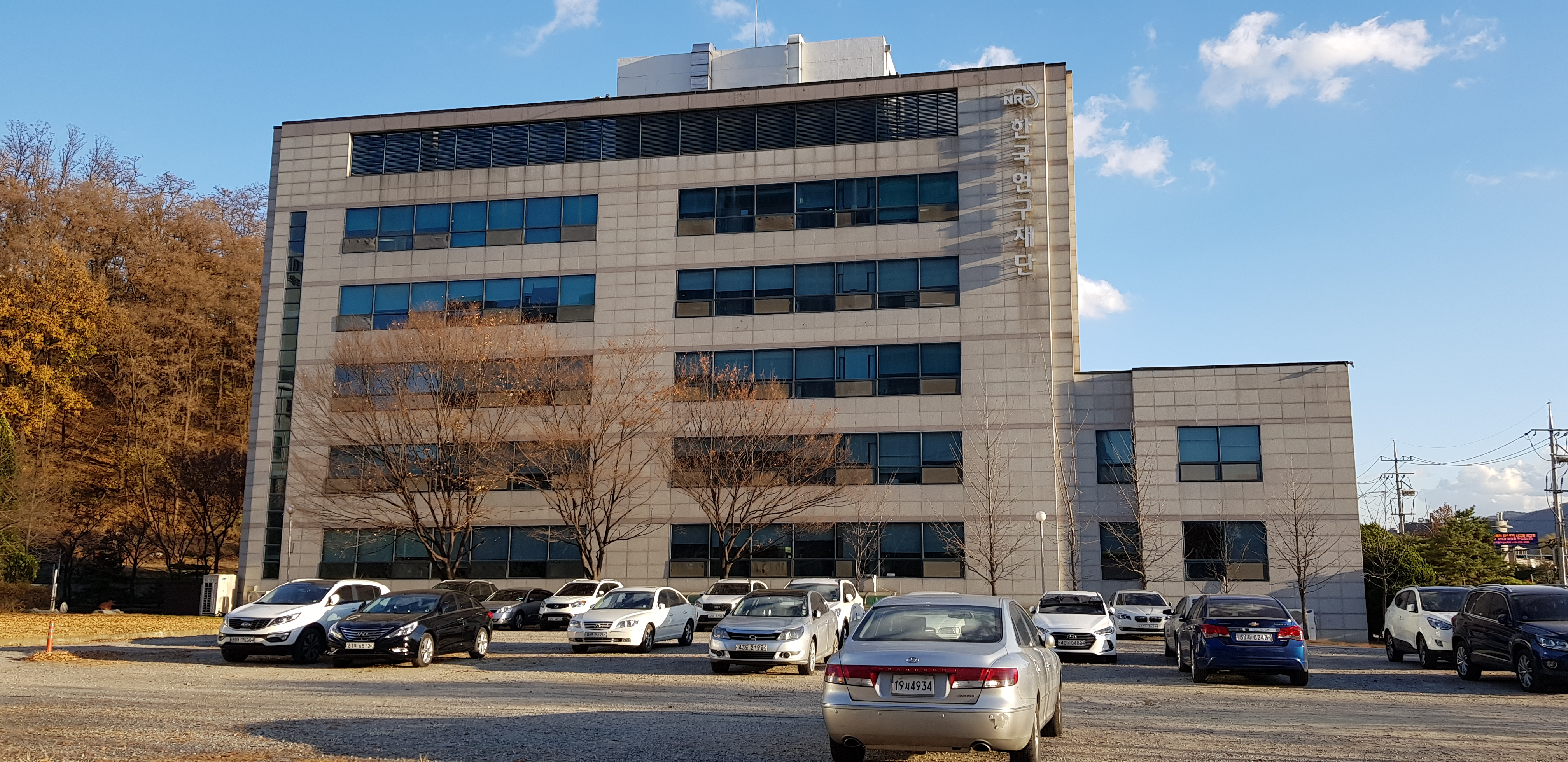
서울청사, 양재동

한국연구재단(韓國硏究財團, National Research Foundation of Korea, NRF)은 전 학문분야를 아우르는 국가 기초연구지원시스템의 효율화 및 선진화를 목적으로 2009년 6월 26일에 출범한 우리 나라를 대표하는 연구관리전문기관으로 기관 유형은 위탁집행형 준정부기관으로 구분된다. 대전광역시 유성구 가정로 201에 본원을 두고 있고, 서울특별시 서초구 헌릉로 25 서울청사를 두고 있다.
- 한국연구재단은 한국과학재단(1977년 설립), 한국학술진흥재단(1981년 설립), 국제과학기술협력재단(2004년 설립)을 통합하여 설립된 기관이다.

## 설립근거
- 한국연구재단법에 따라 설립(2009.3.25 공포, 법률 제9518호)

## 예산, 조직, 정원
- 예산: 9조 9,324억원(2024.기준)

과학기술분야 기초연구사업(25,911억원), 인문사회분야 학술연구사업(2,810억원), 국책연구사업(23,559억원), 연구진흥 및 인재양성사업(42,678억원), 국제협력연구사업(1,064억원), 기타(3,302억원)
- 조직: 8본부 3센터 19단 22실 50팀 2TF(2025.3.기준)
- 정원:  622명(2025.1, 정규직 기준)

## 주요 기능과 역할
- 학술·연구개발 활동 및 관련 인력의 양성·활용 등을 효율적이고 공정하게 지원
- 학술 및 연구개발 활동의 지원
- 학술 및 연구개발 인력의 양성과 활용의 지원
- 학술 및 연구개발 활동의 국제협력 촉진 지원
- 학술 및 연구개발 사업 수행에 필요한 자료 및 정보의 조사·수집·분석·평가·관리·활용과 정책 개발 지원
- 학술 및 연구개발 관련 기관·단체의 연구·운영 지원
- 국내외 학술 및 연구개발 관련 기관 · 단체 간의 교류협력 지원
- 기타 학술 및 연구개발에 필요한 사항

## 미션, 비전, 핵심가치, 전략목표
- 미션 : 창의적 연구와 미래인재 양성으로 지식·가치 창출과 인류 사회 발전에 기여
- 비전 : 학술•연구의 생태계 혁신을 이끄는 글로벌 리더
- 핵심가치(C.O.R.E.) : 창의성(Creativity), 개방성(Openness), 책무성(Responsibility), 탁월성(Excellence)
- 전략목표
  - 학술·연구 혁신 플랫폼 고도화
  - 국가 연구개발 패러다임 선도
  - 미래 혁신 인재양성
  - 국민공감 성과·가치 창출
  - 지속가능한 ESG·책임경영

## 연혁
- 2009년 3월 25일: 한국연구재단법 제정(법률 제9518호)
- 2009년 3월 30일: 한국연구재단 설립위원회 구성
- 2009년 6월 26일: 한국연구재단 출범 및 초대 박찬모 이사장 취임
- 2009년 7월 28일: 한국연구재단 창립이사회 개최
- 2011년 1월 20일: 제2대 오세정 이사장 취임
- 2012년 1월 16일: 제3대 이승종 이사장 취임
- 2014년 1월 3일: 제4대 정민근 이사장 취임
- 2016년 8월 23일: 제5대 조무제 이사장 취임
- 2018년 7월 9일: 제6대 노정혜 이사장 취임[1]
- 2021년 9월 27일: 제7대 이광복 이사장 취임
- 2024년 12월 9일: 제8대 홍원화 이사장 취임

## 조직

### 이사장
- 이사회
- 정책자문위원회
- 연구윤리위원회
- 역대 이사장
  - 제7대 이광복 (2021년 9월 27일 - 2024년 12월 8일)
  - 제6대 노정혜
  - 제5대 조무제
  - 제4대 정민근
  - 제3대 이승종
  - 제2대 오세정
  - 제1대 박찬모

감사
- 감사실

#### 사무총장

##### 기초연구본부
- 자연과학단
- 생명과학단
- 의약학단
- 공학단
- ICT·융합연구단
- 기초연구기획실
- 기초연구지원실

##### 인문사회연구본부
- 인문학단
- 사회과학단
- 문화융복합단
- 인문사회연구기획실

- 인문사회연구지원실

##### 국가전략연구본부
- 신약단
- 차세대바이오단
- 뇌·첨단의공학단
- 반도체·디스플레이단
- 나노·소재단
- 정보·융합기술단
- 에너지·환경단
- 원자력단
- 거대인프라·방사선단
- 공공기술단
- 양자기술단

- 국가전략사업총괄실
- 국가전략사업평가실

- 한계도전전략센터

##### 학술진흥본부
- 학술총괄실
- 인재양성실
- 대학교육실
- 산학협력실

##### 국제협력본부
- 국제협력총괄실
- 국제지역협력실
- 국제인재개발협력실

##### 기획조정본부
- 경영기획실

- 혁신성장실
- 대외홍보실

##### 경영지원본부
- 인사운영실
- 재정기금실

##### 연구정책성과전략본부
- 연구정책전략실

- 연구성과전략실
- 연구윤리지원센터

중앙RISE센터
정보화관리실

부설 : 정보통신기획평가원

## 기관 주요 지원사업 소개

##### 과학기술분야 기초연구사업
- 개인연구
  - 리더연구
  - 중견연구
  - 신진연구(우수신진/ 세종과학펠로우십)
  - 재도약연구
  - 기본연구
  - 생애첫연구
  - 창의•도전 연구기반지원
  - 보호연구
  - 지역대학우수과학자
  - 학제간융합연구
  - 이공학개인기초 기본연구
  - 박사과정생 연구장려금
  - 박사후 국내•외연수
  - 대통령 Post-Doc 펠로우십
  - 의과학자육성지원사업
- 집단연구/기반구축
  - 선도연구센터
  - 기초연구실
  - 대학중점연구소
  - 기초과학연구역량강화
  - 전문연구정보활용
  - 기초연구실데이터 글로벌 허브구축
  - 유럽핵입자물리연구소(CERN) 협력

##### 인문사회분야 학술연구사업
- 인문사회기초연구
  - 학술연구교수
  - 인문사회학술연구교수
  - 성과확산센터
  - 신진연구
  - 중견연구
  - 우수학자
  - 일반공동
  - 명저번역
  - 인문사회연구소
  - 학제간융합연구
  - 신흥지역연구
  - 토대연구
- 인문학진흥
  - 인문한국(HK)
  - 인문한국플러스(HK+)
  - 저출출판
  - 인문학대중화
- 사회과학연구
  - 사회과학연구(SSK) 지원
- 학술단체지원
- 글로벌연구 네트워크 지원
- 기초학문자료센터(KRM) 구축

##### 국가전략연구사업
- 바이오
  - 바이오•의료기술개발
  - 뇌과학 원천기술개발
  - 포스트게놈 신산업육성을 위한 다부처 유전체
  - 오믹스기반 정밀의료 기술개발사업
  - 바이오빅데이터 구축 시범사업
  - 혁신형 의사과학자 공동연구
  - 미래 뇌융합 기술개발
  - 뇌질환극복연구사업
  - 범부처전주기의료기기 연구개발사업
  - 국가신약개발사업
  - 범부처재생의료기술 개발사업
  - 다부처 국가생명연구자원 선진화사업
  - 바이오위해평가 원팀 리노베이션 사업
  - 질병중심중개연구
  - 신/변종감염병대응플랫폼 핵심기술개발
- 나노•소재
  - 나소 및 소재기술개발
  - 차세대 지능형반도체기술 개발
  - 시스템반도체 융합 전문인력육성
  - 반도체전공정 EUV광원 및 장비 기술개발
- 첨단융합기술
  - STEAM연구
  - 글로벌프론티어지원
  - 휴먼플러스 융합연구개발 챌린지
  - 무인이동체 미래선도핵심 기술개발
  - 미래선도기술개발
  - 미래국방혁신기술개발
  - 무인이동체 원천기술개발
  - 과학난제도전융합연구 개발사업
  - DNA+드론 기술개발
  - 불법드론 지능형 대응기술개발
- 정보•컴퓨팅
  - 양자컴퓨팅 기술개발
  - 양자정보과학연구개발 생태계조성
  - 슈퍼컴퓨터 개발 선도
  - 혁신성장 연계 지능형 반도체 선도 기술개발
- 기후•에너지
  - 기후변화대응기술개발
  - 탄소자원화기술고도화
  - 해양극지기초원천기술개발
  - 에너지클라우드기술개발
  - 수소에너지혁신기술개발
  - 기후기술협력기반조성(ODA)
  - 유용물질 생산을 위한 Carbon to X 기술개발
  - 기후변화영향 최소화 기술개발
  - 미래수소원천기술개발
  - 해양•육상•대기 탄소순환시스템 연구사업
- 국민생활연구
  - 실종아동 등 신원확인을 위한 복합인지기술개발사업
  - 치안현장 맞춤형 연구개발(폴리스랩)
  - 재난안전플랫폼 기술개발
  - 국민생활안전긴급대응연구
  - 공공조달연계형 국민생활 연구성과 실증사업화
  - 에너지환경 통합형 학교미세먼지 관리기술개발
  - 공공수요 기반 혁신제품 개발•실증 지원사업
  - 국민공감•국민참여 지역융합형 R&SD선도사업
  - 동북아•지역연계 초미세먼지대응기술개발
  - 관세행정현장 맞춤형 기술개발사업
  - 공공기반 재활운동 빅데이터 플랫폼 기술개발 사업
- 우주
  - 다목적실용위성개발
  - 우주개발기반조성 및 성과확산
  - 정지궤도 공공복합통신 위성개발
  - 차세대 중형위성개발
  - 한국형발사체 개발
  - 우주중점기술개발
  - 우주핵심기술개발
  - 달 탐사
  - 초소형위성군집시스템개발
  - 국가위성통합운영시스템 개발
  - 스페이스챌린지사업
  - 스페이스파이오니어사업
  - 우주국제협력기반조성
  - 한미민간달착륙선탑재체 공동연구
  - 우주분야 전문 인력양성
  - 한국과학우주청소년단 지원사업
- 원자력
  - 방사선기술개발
  - 방사선 연구기반 확충
  - 방사선기술사업화지원
  - 방사선안전소재 및 의학기술개발
  - 첨단방사선융합치료기술 개발
  - 방사선고부가신소재개발
  - 데이터과학기반 차세대 비파괴검사기술개발
  - 방사선 이용 미래혁신 기반기술연구
  - 방사성동위원소 산업육성 및 고도화기술지원사업
  - 원자력기술개발
  - 원자력연구기반확충
  - 원자력안전연구 전문인력양성
  - 원자력기초연구지원
  - 원자력융복합기술개발
  - ICT기반 원자력 안전혁신기술개발
  - 미래선진원자로핵심요소 기술개발사업
  - 연구로시스템수출지원기술 개발 및 고도화사업
  - 미래원자력기술시설장비 구축활용사업
  - 사용후핵연료 저장•처분 안전성 확보를 위한 핵심기술개발 사업
  - 해외시장 맞춤형 미래선진 원자로 검증기술개발사업
  - 고준위폐기물 관리 차세대 혁신기술개발사업
  - 고리1호기 기기/설비활용 원전 안전기술 실증사업
  - 연구로 판형핵연료 수출 핵심기술 개발 및 실증사업
  - 원자력 국제협력기반조성
  - 수출용 신형 연구로 개발 및 실증사업
  - SMART 혁신기술개발사업
  - 중입자가속기 구축지원
- 핵융합•가속기
  - 핵융합기초연구
  - 국제핵융합로(ITER) 공동개발
  - 중이온가속기구축
  - 방서광가속기공동이용 연구지원
  - 방사광가속기 핵심장치 국산화 기술개발
  - 다목적방사광가속기구축
  - 가속기핵심기술개발사업
- 기초연구기반 구축
  - 기초연구기반구축사업(해외대형연구시설활용 연구지원)

##### 연구진흥 및 인재양성사업
- 학술진흥
  - 학술지평가 및 등재제도 관리
  - 학술지 실태점검
- 인재양성
  - 4단계 BK21사업
  - 글로벌박사양성
  - 여성과학기술인센터 설치운영
  - 전문경력인사 초빙활용지원
  - 혁신성장 선도 고급연구 인재육성(KIURI) 사업
- 대학교육
  - 국립대학육성
  - 대학혁신지원
  - 전문대학혁신지원
  - 지역선도대학 육성
  - 지자체-대학 협력기반 지역혁신 사업
- 산학협력
  - 산학협력 선도대학육성(LINC+)
  - 대학창의적자산실용화지원(BRIDGE+)
  - 산학협력 선도전문대학육성(전문대 LINC+)
  - 대학 창업교육 및 창업문화 활성화 지원
  - 실험실창업지원

##### 국제협력사업
- 국제공동연구
  - 전략형 국제공동연구
  - 국가간협력기반 조성
  - 해외우수 연구기관유치(GRDC)
  - 해외우수 연구기관협력 구축
  - 과학기술네트워크 지원
  - 연구교류지원(일반)
  - IIASA 협력
  - 해외우수과학자 유치
- 미주/유럽
  - 한-EU 교육협력
  - 한독 특별협력
  - 한스웨덴 특별협력
  - 한미인문분야 특별협력
- 아시아/아프리카/개도국
  - 개도국 과학기술지원
  - 지식재산활용 과학기술지원
  - 글로벌교육지원
  - 국제협력 선도대학 육성지원
  - WFK-TPC 파견
  - 연구교류 지원(양자)
  - 개도국지원(외국인과학기술자국내초청연수)
  - 한중일 교류협력

## 해외협력기관 현황
52개 국가 85개 기관

## 제공 서비스
한국연구재단은 한국학술지인용색인(KCI)을 통한 방대한 DB를 운용하고있다. RISS와 연계된 양질의 검색서비스를 제공해오고있다.
한국연구재단(NRF)에 등재된 공인 학술지 및 후보지의 논문의 제1저자는 이를 논문의 연구결과를 공식적으로 발표하는 주요한 경로로 여긴다.

## 같이 보기
- 한국학술지인용색인
- 한국학
- 대한민국 정부

## 참고 자료
- 한국연구재단 - 알리오(공공기관 경영정보 공개시스템)